# Mass Effect: Andromeda
Pour les articles homonymes, voir Andromeda.
Mass Effect: Andromeda est un jeu vidéo de tir à la troisième personne de type action-RPG développé par Bioware Montréal et édité par Electronic Arts, sorti en mars 2017 sur Windows, Xbox One et PlayStation 4. Bien que faisant partie de la série de jeux Mass Effect de Bioware, l'histoire de Mass Effect: Andromeda se déroule 600 ans après celle de la trilogie originale, dans la galaxie d'Andromède dont le jeu tire son nom, et n'a pas de rapport direct avec l'histoire de la trilogie originale.

## Système de jeu
Le joueur peut incarner au choix Sara ou Scott Ryder, un pionnier à la recherche d'une nouvelle terre d'accueil pour l'humanité. Alors qu'il explorera des séries de systèmes (quatre fois plus grands que ceux de Mass Effect 3) à bord d'un vaisseau dénommé le Tempête, il collectera des ressources et construira des colonies, fera connaissance avec la sauvagerie de terres inexplorées. Pour survivre et coloniser, il devra sans cesse améliorer son arsenal, son vaisseau, son équipe, il pourra piloter et personnaliser un véhicule terrestre, le Nomade (l'équivalent du Mako dans le premier épisode mais beaucoup plus ergonomique) et devra faire des choix stratégiques pour combattre une menace extraterrestre grandissante, les Kerts.

## Trame

### Synopsis
Mass Effect Andromeda prend place dans le secteur Héléus, un amas stellaire dans la galaxie d'Andromède. La mission « Initiative Andromède » (« Andromeda Initiative » en VO) débute en 2185, quelque temps après les événements décrits dans Mass Effect 2 et le report de l'invasion des Moissonneurs permis par le commandant Shepard et son équipe, : le conseil de la Citadelle, constitué de quatre races, décide d'envoyer une mission de colonisation hors de la voie lactée.
Hormis le contexte du lancement de cette mission et certains événements du lointain passé ayant toujours des effets sur Andromède — comme le virus artificiel affectant toujours la fertilité des krogans, une référence au projet Lazare qui a permis de ressusciter Shepard ou encore une allusion aux Moissonneurs dans une note évoquant « quelque chose qui a effrayé [les scientifiques] dans la voie lactée », les poussant à coloniser une autre galaxie — le scénario de Mass Effect: Andromeda n'est pas affecté par celui de la trilogie originelle dans la mesure où il se déroule 600 ans plus tard, dans une galaxie qui a évolué de façon distincte, loin de la menace immédiate des Moissonneurs, et sans moyen de communication avec les civilisations quittées par les colons.
Après un voyage de plus de 600 ans en sommeil cryogénique à bord de l'Hypérion, l'un des cinq vaisseaux de type « Arche » lancés vers Andromède, Sara ou Scott Ryder, au choix du joueur au tout début de l'intrigue, découvre que la planète prévue pour l'installation permanente des diverses races et présentée comme idéale au moment du lancement de la mission, est désormais inhabitable, du fait d'une catastrophe cosmique d'origine inconnue, et peuplée d'extraterrestres hostiles. Le protagoniste apprend également que de nombreuses dissensions et rébellions ont éclaté durant les quatorze mois précédents à bord du Nexus, la mégastructure préparée pour accueillir les arches des différentes races impliquées dans le projet, et que seule l'arche humaine est arrivée à bon port. À la suite de la mort accidentelle de son père, il devra assumer le rôle d'explorateur en chef pour les colons restants, en tâchant d'établir des bases avancées sur des planètes qu'il lui faudra rendre habitables par un processus de terraformation issu d'une ancienne civilisation extraterrestre, les Reliquats, dont la technologie oubliée est la clé du pouvoir dans cette région de la galaxie. En tentant d'en savoir plus sur cette technologie et son origine, le personnage sera pris dans une quête qui décidera du sort de l'humanité tout entière.
Le protagoniste peut mener à bien de nombreuses missions annexes, allant de l'enquête à la résolution de conflits en passant par la recherche scientifique et la collecte de ressources. La nature hostile des environnements implique que les situations de combat ont une place essentielle dans l'exploration planétaire, où les environnements sont pour la première fois dans la série réellement ouverts sur de grandes superficies visitables offrant de nombreux sites à explorer, d'importance variable, là où les environnements extérieurs du premier Mass Effect ne comprenaient que quelques ressources à glaner et un ou deux points d'intérêt principaux.

### Personnages
- Alec Ryder (Clancy Brown[5]) : Membre de la première unité à franchir le relai Charon, l'unité de Jon Grissom. Sa force et son talent au combat ont fait de lui l'un des pionniers choisi par la N7 et un des fers de lance dans la colonisation d'Andromède. Il sera accompagné par ses deux enfants Sara et Scott Ryder, tous deux membres de l'Initiative Andromède. Son apparence est personnalisable via l'apparence de Scott/Sara Ryder.
- Sara Ryder(Fryda Wolff (en)[5]) : Fille d'Alec Ryder et sœur de Scott Ryder, elle est l'un des deux personnages jouables possibles. Son apparence est personnalisable.
- Scott Ryder (Tom Taylorson[5]) : Fils d'Alec Ryder et frère de Sara Ryder, il est l'un des deux personnages jouables possibles. Son apparence est personnalisable.
- Jien Garson : Créatrice de l'Initiative Andromède, elle est responsable de la colonisation d'Andromède.
- Pelessaria « PeeBee » B’Sayle (Christine Lakin) : Asari indépendante et curieuse, elle arrive à bord du Nexus mais décide de continuer seule avant d'intégrer finalement l'équipe de Ryder. Elle est une possible option de romance, quel que soit le sexe de Ryder.
- Cora Harper (Jules de Jongh (en)) : Lieutenant biotique et ancien officier de l'Alliance, elle est transférée dans le programme Valkyrie et placée dans l'unité Asari de Talein. Elle est finalement promue commandant en second dans l'équipe de Ryder. Elle est une possible option de romance hétérosexuelle.
- Liam Kosta (Gary Carr) : Spécialiste dans la sécurité et dans la formation tactique civile, il est formé à gérer toute situation de crise. Il intègre finalement l'équipe de Ryder. Il est une possible option de romance hétérosexuelle.
- Vetra Nyx (Danielle Rayne) : Mercenaire turienne talentueuse arrivant à bord du Nexus, elle intègre finalement l'équipe de Ryder. Elle est une possible option de romance bisexuelle.
- Jaal Ama Darav (Nyasha Hatendi (en)) : Angara devant accompagner Ryder pour aider son propre peuple, il intègre finalement l'équipe de Ryder après que Ryder a gagné sa confiance. Il est une possible option de romance hétérosexuelle (bisexuelle depuis le patch 1.08).
- Gil Brodie (Gethin Anthony) : Venu dans Andromède avec sa meilleure amie Jill en tant qu'ingénieur en chef du Tempête. Il est très doué au poker et ne supporte pas qu'on lui mente. Il est une possible option de romance homosexuelle.
- Kallo Jath (Garett Ross) : Pilote du Tempête.
- Dr Suvi Anwar (Katy Townsend) : Copilote du Tempête et spécialisée dans la biologie. Elle est une possible option de romance homosexuelle.
- Nakmor Drack (Stanley Townsen (en): Vétéran Krogan, membre de l'équipe de Ryder.
- Dr Lexi T’Perro (Natalie Dormer[6]) : Asari, médecin de bord du Tempête.
- SAM (Alexia Traverse-Healy) : Intelligence artificielle de l'Hypérion conçue par Alec Ryder lui-même, SAM est directement connecté avec les membres de l'équipe de Ryder par une puce neurologique, il ressent donc tout ce que l'équipe ressent (dégâts, émotion, etc.) ce qui lui permet une avancée tactique considérable et d’appréhender chaque situation que l'équipe va vivre avec une certaine réflexion.

## Développement
Andromeda a été annoncé officieusement via un tweet de l'ancien producteur exécutif de Bioware Edmonton Casey Hudson en novembre 2012. Il a demandé : « Nous sommes au premier stade de la conception d'un tout nouveau jeu Mass Effect. Que voudriez-vous y voir ? ». Le 12 novembre 2012, BioWare a annoncé qu'ils travaillaient sur un nouveau Mass Effect et qu'il utiliserait le moteur de jeu Frostbite 3 Engine développé par DICE, utilisé notamment pour le jeu Dragon Age: Inquisition. En mars 2013, Hudson a révélé à la PAX East que BioWare a commencé à travailler sur le prochain opus de la franchise. Il est officiellement annoncé être en cours de développement lors de l'E3 2014 le 9 juin 2014. Selon le gestionnaire de la communauté BioWare Chris Priestly, BioWare ne veut pas que les gens se réfèrent le prochain jeu comme Mass Effect 4. Cette déclaration a été suivie par Yanick Roy, responsable de BioWare Montréal, en soulignant que la trilogie originale a été conclue et qu'ils se concentrent sur une nouvelle histoire dans l'univers de Mass Effect. À l'E3 2014, le prochain opus de la franchise Mass Effect a été brièvement illustré avec des images conceptuelles précoce avec quelques informations sur le jeu. Le 19 janvier, 2015, il a été révélé que le prochain épisode implique 200 développeurs et qu'il sortira en fin d'année 2016. Il a été suggéré que le titre ne s'appellera pas Mass Effect 4 et que le Mako, un véhicule à six roues utilisé dans le premier Mass Effect, fera son retour dans ce quatrième épisode. Un mode multijoueur a également été confirmé.
Mass Effect: Andromeda a été révélé le 15 juin 2015 lors de la conférence de presse d'EA à l'E3 2015 sous la forme d'une cinématique avec le moteur Frosbite Engine 3, transférée ensuite sur la chaîne YouTube officielle de Mass Effect le même jour. BioWare a déclaré : « Nous savions que nous voulions commencer par une fondation composée des meilleures parties de la licence Mass Effect : de nouveaux mondes passionnants à découvrir, de grands personnages, et une action intense. Dans le même temps, nous avons clairement voulu élargir la définition de ce que vous devriez attendre d'un jeu Mass Effect ».
En mars 2016, le jeu est repoussé au 23 mars 2017.
Lors de l'E3 2016, une nouvelle bande-annonce et de nouvelles informations sont dévoilées pendant la conférence d'Electronic Arts. On y apprend que le personnage principal s'appellera Ryder, confirmant donc les indices laissés par Bioware dans la seconde bande-annonce, que les choix faits dans Mass Effect 3 ne seront pas pris en compte dans cet opus, et également que l'intrigue se déroulera 600 ans après la guerre des Moissonneurs.

## Campagne marketing et sortie du jeu
Mass Effect: Andromeda a été annoncé le 15 juin 2015 à la Electronic Entertainment Expo. La campagne marketing du jeu comprenait une large variété de contenus vidéo, dont des teasers,  des aperçus du gameplay à différents événements et conférences,  des cinématiques trailers,  et une série de vidéos d'introduction au gameplay mises en ligne. Sa campagne marketing comprenait également un jeu de figurines d'action produit par la société de jouets Funko, avec les figurines de Peebee, Liam Kosta, Jaal, Marilynne Ryder, et l'Archonte. Un des aspects de la stratégie marketing de Electronic Art a été d'éviter d'aborder certains éléments de scénario ou de faire trop de promesses à l'avance, un plan qui était censé aider la société à ne pas trop décevoir les joueurs, si jamais les développeurs avaient besoin de retirer du contenu du jeu, notamment par manque de temps.
Avant la sortie de Mass Effect: Andromeda, BioWare a créé un site internet promotionnel où les futurs joueurs pourraient participer à un faux programme d'entraînement pour l'Initiative Andromède, qui comprenaient des argumentaires de recrutement, des présentations de l'univers de Mass Effect, ou des vidéos de briefing de mission. Les briefings comprenaient une vidéo d'orientation, une introduction aux Arcs et au Nexus, une vue d'ensemble du vaisseau Tempête et de l'engin Nomade, et des dossiers sur les principaux membres d'équipage. Dans le cadre de cette campagne, BioWare a aussi sélectionné six fans pour une authentique expérience d'entraînement d’astronomes, au Centre d'astronomie spatiale européen. À l'origine, Bioware avait préparé une beta  qui aurait permis aux joueurs de tester le mode multijoueur du jeu avant la sortie, mais cela fut finalement annulé.
Mass Effect: Andromeda était à l'origine programmé pour fin 2016 mais ses dates de sortie officielles ont été finalement déplacées au 21 mars 2017 en Amérique du Nord et au 23 mars en Europe. En plus de la version standard du jeu, existent aussi une édition Deluxe et une édition Super Deluxe, comprenant des bonus en jeu solo et en multijoueur, ainsi que la bande-son à télécharger gratuitement. Pendant une courte période de temps, les joueurs ont aussi pu commander deux versions d'une édition Collector, l'une d'entre elles comprenant le modèle du véhicule du jeu, le Nomade, tandis que la seconde version comprenait un Nomade télécommandé. Cependant, aucune des deux éditions Collector ne comprenaient le jeu en lui-même, ou un quelconque bonus en jeu.

### Critiques concernant les animations faciales et défauts techniques
Une semaine avant la sortie officielle de Mass Effect: Andromeda, Bioware a rendu les dix premières heures de jeu accessibles aux joueurs disposant d'un EA Access ou d'un Origin Access. Les animations faciales sont alors immédiatement devenues un sujet de critiques, de nombreux joueurs ayant mis en ligne des vidéos, des images et des mèmes se moquant des animations faciales, des animations de mouvement des personnages, et d'autres bugs ou défauts techniques, comparant parfois les animations faciales du nouveau Mass Effect à celles de la trilogie originale de cinq à dix ans plus ancienne, jugées meilleures. Certains internautes sont allés plus loin, identifiant (à tort) une employée de Bioware comme la développeuse en chef et la harcelant sur Twitter. En réponse à cet incident, BioWare a sorti un communiqué officiel, déclarant « Nous respectons les opinions de nos joueurs et de notre communauté... Mais attaquer des individus, quelle que soit leur implication dans le projet, n'est jamais acceptable ».

## Accueil
À sa sortie, Mass Effect: Andromeda a reçu un accueil plutôt mitigé par la presse générale et spécialisée, avec des notes parfois moyennes voire plutôt bonnes mais aussi une certaine déception au regard de l'engouement que suscite la trilogie originale,. Un article du journal Le Monde, dans la rubrique « Pixels », observe que le jeu « a laissé de nombreux médias spécialisés sur leur faim. [...] En dépit de la richesse foisonnante de ce jeu de rôle et d’exploration spatiale connu pour ses dialogues interactifs, la recette éprouvée de la trilogie originale (2007, 2010, 2012) ne semble plus faire autant effet ».
Sur le site de critiques d'internautes Metacritic, la version PC et la version PS4 ont obtenu des notes d'un peu plus de 70/100 (jaune, critiques « mixtes et moyennes ») tandis que la version Xbox One a reçu des critiques « plutôt favorables » (vert) avec une moyenne de 76/100, loin par exemple du 96/100 de Mass Effect 2 sur Xbox 360. C'est « un score assez inhabituel pour une telle superproduction », commente Le Monde.
Dans sa critique pour le magazine Forbes, le journaliste Paul Tassi a écrit, « J'ai le sentiment que les fans de Mass Effect vont aimer le jeu, mais je ne pense pas que qui que ce soit dira que le jeu surpasse la trilogie originale, à part peut-être le premier jeu ». Plusieurs médias ont décrit le jeu comme une déception,, tandis que le site Eurogamer a remarqué que le jeu rencontrait « des critiques mitigées et des fans polarisés ».
Certaines critiques ont aussi décrit le jeu comme une « opportunité manquée », comme Joe Juba dans le Game Informer, qui conclut : « Si on prend ce voyage pour lui-même, et sans le comparer à la saga de Shepard [le personnage principal de la trilogie originale], Andromeda est fun, et ses composantes principales fonctionnent... En même temps, je me suis souvent retrouvé à regarder à travers une brume de défauts, et à rêver du jeu qu'il aurait pu être ».
Pour Le Monde, « ce n’est pas dire que Mass Effect Andromeda est un mauvais jeu ». Le site italien Multiplayer salue « un titre énorme, qui vous suspendra à l’écran probablement pendant des dizaines sinon des centaines d’heures. Il est profond, complexe, rempli de personnages, de quêtes, de trésors et d’aventures à vivre », avec une note de 8/10.  Antonio Valejo, pour le média espagnol AreaJugones, écrit : « Nous pouvons assurer que ce titre fera profiter de nombreuses heures d’action, de drame, d’humour et de divertissement sans égal », et donne 7,8/10 au jeu.
La presse française est généralement plus critique. Le site français Gameblog, qui octroie 7/10 au jeu, présente un avis plus critique et mitigé, en louant le gigantisme des planètes à explorer mais en taclant une écriture et une réalisation technique jugées décevantes : « Bioware nous offre donc un voyage imparfait dans une galaxie inconnue, qui devrait malgré quelques défauts laisser de bons souvenirs aux vieux briscards de l’exploration spatiale ». La critique du site français le plus lu en France, Jeuxvideo.com, donne à Mass Effect: Andromeda une note de 15/20, et se montre mitigé également, considérant que ce quatrième épisode n’est « ni une injure à la série ni un titre capable de se hisser à la hauteur de ses glorieux aînés ».
Le site français Gamekult, « connu pour ses critiques radicales » selon Le Monde, est plus tiède encore, notant le jeu 6/10. L'auteur de la critique regrette le manque de folie de l’univers, qui promet un voyage interstellaire mais n’arrive jamais véritablement à surprendre le joueur ou faire adhérer à son monde.
Le site américain GameSpot donne également 6/10 au jeu. Le journaliste Scott Butterworth y exprime dans sa critique le sentiment récurrent de jeu inabouti : « A bien des égards, Andromeda évoque un concept inachevé. Il contient une quantité étourdissante de contenus, mais la qualité fluctue férocement. Son monde et ses combats brillent, mais son écriture et ses missions chancellent – et la puissance relative des premiers n’est pas assez forte pour compenser les inévitables faiblesses des secondes. »
Si la majorité des critiques considèrent que Mass Effect: Andromeda ne vaut pas ses prédécesseurs, certaines soulignent que sur certains points ce quatrième épisode surpasse la trilogie originale. Paul Tassi dans sa critique pour Forbes écrit ainsi : « Si vous pouviez combiner l’histoire et les quêtes mémorables des premiers épisodes avec les combats, les visuels et l’échelle d’Andromeda, vous auriez le jeu vidéo parfait, même si je pense que ce qui est offert ici satisfera la plupart. »

### Un gameplay de combat salué
Le gameplay de combat dans Mass Effect: Andromeda était l'un des aspects les mieux notés et appréciés du jeu. La critique du site spécialisé IGN a observé que le combat ressortait plus dynamique que dans la trilogie originale, bien qu'elle critiquait le système de mise à couvert automatique et certains éléments de l'interface. Le site COGconnected a décrit le combat comme « de toute beauté » et a souligné l'accent mis sur le choix du joueur et sur de solides mécaniques de tir, respectables par rapport à d'autres jeux de tir. Dans une autre critique, par ailleurs mitigée, pour GameSpot, le journaliste Scott Butterworth se radoucit en écrivant : « Les principales mécaniques de tir semble ici plus solides que n'importe-où dans le reste de la série, et la flexibilité du système de progression m'a permis de sélectionner des pouvoirs cools plutôt que de m'enfermer dans le cadre d'une classe de personnage. J'ai fini par me faire, eh bien… un ninja de l'espace, en gros. J'ai apprécié pratiquement tout ce que j'ai essayé. »

### Des défauts et bugs techniques
De nombreux journalistes ont critiqué Mass Effect: Andromeda pour ses problèmes techniques, dans la continuité des reproches adressés par les joueurs au jeu à sa sortie. Dans sa critique pour le Electronic Gaming Monthly, le journaliste Ray Carsillo a décrit le jeu comme « bugué/cassé » et a évoqué des instances dans lesquelles le jeu s'arrêtait, en particulier pendant les séquences de conduite du Nomade. Les animations faciales des personnages ont souvent été citées parmi les problèmes techniques du jeu, le journaliste Aron Garst observant dans Game Revolution que « Andromeda est plein de bugs et de bizarreries techniques. Des animations faciales bizarres, à mon écran devenant entièrement couleur vert citron pendant quelques minutes, j'ai eu beaucoup de problèmes pendant mon parcours du jeu. » Dans une critique par ailleurs positive, Game Informer a remarqué que les bugs étaient nombreux, ce qui gênait la jouabilité. Plusieurs médias ont fait part de l'impression que les bugs d'animation, les problèmes de modélisation, et le peu de fidélité graphique étaient très visibles pendant les scènes de romance en particulier,.

### Scénario et univers
Le scénario de Mass Effect: Andromeda a reçu un accueil mitigé. Le site Destructoid le décrit comme « sans intérêt » et observe qu'il « lutte pour trouver un point d'ancrage car il dure bien trop longtemps sans conflit facilement identifiable ». Andy Hartup, dans GamesRadar, considérait que le jeu manquait de la subtilité de ses prédécesseurs, écrivant : « Il y a un manque général de subtilité et de finesse dans la narration de ce jeu, et la plus grande partie semble taper à côté de ce qui avait fait de la trilogie originale un tel succès ». IGN a remarqué que le scénario était parfois dérivé de ceux des jeux précédents, avec l'utilisation des Reliquats par exemple, qui font fortement penser aux Prothéens de la trilogie originale, la reprise d'une « civilisation éteinte depuis longtemps qui a laissé de la technologie traîner un peu partout ». À l'opposé, le site VideoGamer.com a considéré le scénario du jeu comme un point positif, le comparant à une histoire de héros hollywoodienne. Discutant de son expérience de jeu, Arthur Gies dans Polygon a écrit que « L'histoire dans  Andromeda est plutôt bonne, avec un certain nombre de mystères dans la trame principale et quelques contenus optionnels très intéressants. »
Le site français Game Kult se montre très critique en reprochant au jeu un manque d'imagination et d'originalité concernant l'univers : « Jouer à Mass Effect Andromeda, c’est aussi se confronter à une certaine défaite de l’imagination. Un jeu où des explorateurs fendent l’espace six cents ans durant, quittent littéralement notre galaxie, et tombent nez à nez avec des races humanoïdes arrivées à un stade d’évolution équivalent et organisées en groupes sociaux similaires. Où la technologie a évolué vers les mêmes objets, des flingues en forme de flingues, des gatling, des tourelles. »
Le journaliste Corentin Lamy, dans un article pour le site du journal Le Monde, considère que Mass Effect: Andromeda se place dans la continuité d'une saga qui « fait évoluer la représentation LGBT dans les jeux vidéo, [en représentant une] société post-homophobie (...) où l’humanité a dépassé depuis longtemps ses divisions ».

### Graphismes et musique
De nombreux articles ont loué Mass Effect: Andromeda pour ses environnements à plus grande échelle que la trilogie originale, comme PC Gamer, qui écrit : « Andromeda est magnifique. C'est dehors, à la surface de chaque monde extraterrestre explorable, que l'on ressent le mieux l'avantage du moteur Frostbite Engine, qui rend les environnements à une échelle que les Mass Effect précédents ne pourraient pas atteindre. » GameSpot observe que les mondes du jeu étaient « d'une vue à couper le souffle et excitants à explorer », mais remarque qu'il y a trop de quêtes répétitives et sans conséquences qui donnent l'impression de patauger. RP Gamer note que l'atmosphère du jeu est mise en valeur par sa bande-son : « La musique alterne comme il faut entre fournir une toile de fond très « spatiale » en complément au cadre, et réveiller le joueur, en particulier pendant les quelques dernières missions ».